# Trichocerca ornata
Trichocerca ornata är en hjuldjursart som beskrevs av Myers 1934. Trichocerca ornata ingår i släktet Trichocerca och familjen Trichocercidae. Inga underarter finns listade i Catalogue of Life.